# تیراندازی در المپیک تابستانی ۲۰۰۸ – تفنگ درازکش ۵۰ متر مردان
تیراندازی در بازی‌های المپیک تابستانی ۲۰۰۸ - تفنگ درازکش ۵۰ متر مردان (انگلیسی: Shooting at the 2008 Summer Olympics – Men's 50 metre rifle prone) یکی از رویدادهای تیراندازی در بازی‌های المپیک تابستانی ۲۰۰۸ بود که در ۱۵ اوت برگزار شد.
این رویداد شامل دو مرحله مقدماتی و فینال بود. در این رقابت‌ها ۵۶ ورزشکار از ۳۶ ملیت به مسابقه پرداختند.